# Корасан-ди-Жезус (Минас-Жерайс)
Корасан-ди-Жезус (порт. Coração de Jesus) — муниципалитет в Бразилии, входит в штат Минас-Жерайс. Составная часть мезорегиона Север штата Минас-Жерайс. Входит в экономико-статистический микрорегион Монтис-Кларус. Население составляет 26 187 человек на 2006 год. Занимает площадь 2236,236 км². Плотность населения — 11,7 чел./км².

## История
Город основан 1 июня 1912 года. 

## Статистика
- Валовой внутренний продукт на 2003 год составляет 65 437 602,00 реалов (данные: Бразильский институт географии и статистики).
- Валовой внутренний продукт на душу населения на 2003 год составляет 2519,06 реалов (данные: Бразильский институт географии и статистики).
- Индекс развития человеческого потенциала на 2000 год составляет 0,687 (данные: Программа развития ООН).